# Ping’an
Ping’an (chiń. 平安县; pinyin: Píng’ān Xiàn) – powiat w środkowych Chinach, w prowincji Qinghai, w prefekturze miejskiej Haidong. W 1999 roku liczył 110 154 mieszkańców.